# Isotogastrura
Super-famille
Famille
Genre
Isotogastrura est un genre de collemboles, le seul de la famille des Isotogastruridae et de la super-famille des Isotogastruroidea.

## Liste des espèces
Selon Checklist of the Collembola of the World (version du 4 novembre 2019) :
- Isotogastrura ahuizotli Palacios-Vargas & Thibaud, 1998
- Isotogastrura arenicola Thibaud & Najt, 1992
- Isotogastrura atuberculata Palacios & Thibaud, 2001
- Isotogastrura coronata Fjellberg, 1994
- Isotogastrura litoralis Thibaud & Weiner, 1997
- Isotogastrura madagascariensis Thibaud, 2008
- Isotogastrura mucrospatulata Palacios-Vargas, de Lima & Zeppelini, 2013
- Isotogastrura praiana da Silveira, de Mendonça & Da-Silva, 2014
- Isotogastrura trichaetosa Potapov, Bu & Gao, 2011
- Isotogastrura veracruzana Palacios-Vargas & Thibaud, 1998

## Publication originale
- Thibaud & Najt, 1992 : Isotogastruridae, a new family of terrestrial interstitial Collembola from the Lesser Antilles. Bonner Zoologische Beiträge, vol. 43, no 4, p. 545-551.